# Tây Môn Khánh
Tây Môn Khánh (Minh Khánh) (giản thể: 西门庆; phồn thể: 西門慶) là một nhân vật chính trong tiểu thuyết Kim Bình Mai của Tiếu Tiếu Sinh, nhưng trước đó đã xuất hiện trong tiểu thuyết Thủy hử của Thi Nại Am trong tình tiết nổi tiếng Võ Tòng sát tẩu. Theo một số tài liệu, Tây Môn Khánh là nhân vật có thật trong lịch sử. Mô tả của Thủy Hử và Kim Bình Mai, Tây Môn Khánh là một nhân vật hoang dâm vô độ, tư thông với Phan Kim Liên, vợ của Võ Đại Lang, anh trai của Võ Tòng. Ông cùng Phan Kim Liên đã đầu độc chết Võ Đại Lang khi Võ Tòng đi vắng. Đến khi Võ Tòng trở về, lo tang cho anh mình xong, liền giết chết cả Tây Môn Khánh và Kim Liên lấy đầu tế anh.

## Tây Môn Khánh trongThủy Hửvà trongKim Bình Mai
Trong tiểu thuyết Thủy Hử của Thi Nại Am, Tây Môn Khánh (西门庆) thông dâm với vợ của Võ Đại Lang là Phan Kim Liên. Hai người lập mưu giết chết Võ Đại Lang. Sau này, em của Võ Đại Lang là Võ Tòng giết cả hai người để báo thù cho anh trai. Trong Kim Bình Mai, những diễn biến liên quan tới cuộc sống của Tây Môn Khánh và những thê thiếp, trong đó có ba nhân vật nữ kể trên, được miêu tả phong phú. Nhiều cảnh miêu tả cuộc sống hưởng lạc đồi trụy của Tây Môn Khánh sống động đến từng chi tiết khiến cho cuốn tiểu thuyết này từng bị coi là sách khiêu dâm (dâm thư) và bị cấm.